# Prospodium bicolor
Prospodium bicolor är en svampart som beskrevs av F.A. Ferreira & J.F. Hennen 1986. Prospodium bicolor ingår i släktet Prospodium och familjen Uropyxidaceae.   Inga underarter finns listade i Catalogue of Life.